# Ohoce, Ciutove
Ohoce (în ucraineană Охоче) este un sat în așezarea urbană Ciutove din regiunea Poltava, Ucraina.

## Demografie
Componența lingvistică a localității Ohoce
     Ucraineană (98,04%)
     Rusă (1,96%)
Conform recensământului din 2001, majoritatea populației localității Ohoce era vorbitoare de ucraineană (98,04%), existând în minoritate și vorbitori de rusă (1,96%).